# Фишман, Пётр Аронович
Пётр Аронович Фишман (род. 30 ноября 1955, Киев, СССР) — советский и российский скульптор, педагог. Член Союза художников России, доцент кафедры дизайна Смоленского гуманитарного университета.

## Биография
Родился в 1955 году в Киеве в семье военнослужащего. Семья часто переезжала в разные города по месту службы отца. В 1967 году семья обосновалась в городе Смоленске. Здесь Пётр начал рисовать в изостудии дворца пионеров, и в 1969 году поступил в смоленскую детскую художественную школу. По окончании художественной школы, продолжил заниматься изобразительным искусством на Художественно-графическом факультете Архивная копия от 25 августа 2012 на Wayback MachineСмоленского государственного педагогического института . В 1978 году защитил дипломный проект на тему: «Памятник комсомольцам-минерам Демидовского района» c оценкой отлично и похвалой государственной комиссии; руководитель диплома Народный художник РСФСР — скульптор Альберт Георгиевич Сергеев.
С 1980 по 1986 гг. работал художником-реставратором скульптуры в Смоленском государственном музее-заповеднике. В настоящее время помимо творческой и педагогической деятельности скульптор занимается реставрацией исторических и художественных памятников. С 1978 года регулярно участвует во всех всесоюзных и всероссийских выставках. С 1989 Член Союза художников СССР. Преподаватель скульптуры кафедры дизайна СГУ. В 1998 и 2000 гг. был организатором симпозиумов по камню в городе Смоленске. В 2005 году был художественным руководителем творческой группы по культурному обмену между городами-побратимами Смоленском и Хагеном (Германия).
Награждён дипломом Союза художников России (1999), дипломом Российской Академии художеств (2004) и удостоен Государственной Стипендией Союза художников России в области изобразительного искусства (2005).

## Творчество
Пётр Фишман работает в жанре монументальной и станковой скульптуры. Для его творчества характерны мастерская передача индивидуальных особенностей модели, тщательная моделировка, использование выразительных возможностей естественой фактуры материала. П. А. Фишман занимается разработкой архитектурных проектов, художественным проектированием, созданием монументальной скульптуры и ансамблей памятников, разработкой архитектурно-планировочных решений реконструкции городской среды, проектированием и созданием уникальных интерьеров.

## Собрания
Монументальные и декоративные работы Петра Фишмана установлены в городах России и Германии.
Станковые работы находятся в музеях и в частных коллекциях России, Голландии, Германии и Израиля.

## Избранные выставки
- 2013 — Выставка «Художники Смоленщины — городу», г. Смоленск[1]
- 2011 — Выставка «Художники Смоленска», г. Иваново[2]
- 2010 — Выставка «Художники Смоленска», (Выставочный зал Союза художников России), г. Москва[3]
- 2009
  - II Всероссийская выставка скульптуры, памяти великого скульптора С. Д. Эрьзи, г. Саранск — ISBN 978-5-7493-1456-4[4]
  - Всероссийская выставка «Россия XI», ЦДХ г. Москва[5]
  - Выставка произведений смоленских художников «По старой смоленской дороге», (Государственный зал — музей «Наследие»), г. Москва[6]
- 2008 — X Региональная выставка «Художники Центральных областей России», г. Ярославль[7]
- 2006 — I Всероссийская выставка скульптуры, г. Липецк[8]
- 2005 — Симпозиум по камню г. Хаген, Германия[9]
- 2004 — X Всероссийская художественная выставка «Россия», (Центральный выставочный зал) г. Москва[10]
- 2003 — IX Региональная выставка «Художники Центральных областей России», г. Липецк[11]
- 2002 — Межрегиональная выставка «Россия молодая», г. Брянск
- 2001
  - Выставка к 75-летию народного художника России, профессора А. Г. Сергеева. ISBN 5-93145-011-4
  - Передвижная выставка Российской Академии художеств, гг. Смоленск, Москва
  - Выставка смоленских художников, г. Витебск
  - Выставка смоленских художников, г. Орша
- 2000
  - Всероссийская художественная выставка к 2000-летию Рождества Христова «Имени Твоему» .— М., 2000. — С. 61 — ISBN 5-93742-005-5
  - Всероссийская художественная выставка «Защитникам отечества посвящается» к 55-летию победы, г. Москва — ISBN 5-86146-151-1
- 1999 — IX Всероссийская художественная выставка «Россия»: К-г / Отв. ред. Ю. И. Нехорошев. — М., 1999. — С. 198. — ISBN 5-269-00972-2
- 1998
  - Региональная выставка «Время. Пространство. Человек», г. Гагарин
  - Групповая художественная выставка «Учитель и ученики», г. Гагарин
  - Выставка смоленских художников в Военной Академии ПВО, г. Смоленск
- 1997 — VIII Региональная выставка «Художники Центральных областей России»: К-г. — М., 1997. — С. 27. — ISBN 5-85057-147-7
- 1994 — Персональная выставка, музей скульптуры С. Т. Коненкова, г. Смоленск
- 1991 — Межреспубликанская выставка «Памятники Отечества в произведениях художников России, Украины, Белоруссии», г. Смоленск, Минск
- 1990 — VII Региональная выставка «Художники Центральных областей России», г. Владимир
- 1988 — Всесоюзная художественная выставка «На страже завоеваний социализма», г. Москва
- 1987 — Республиканская художественная выставка «Художник и время», г. Москва
- 1985
  - II Всероссийская выставка скульптуры, г. Москва
  - VI зональная художественная выставка «Художники Нечерноземья»
  - VII республиканская выставка «Советская Россия», г. Москва
- 1980 — Областная выставка союза художников, г. Смоленск
- 1979 — Областная выставка союза художников, г. Смоленск
- 1978 — Всесоюзная молодёжная выставка, г. Москва

## Публикации в книгах
- Гайдарова, Раиса Петровна. Художник — человек мира: публикации разных лет. — Смоленск: Смоленская гор. тип., 2011. — С. 128. — ISBN 978-5-94223-696-0.
- Биографическая справка // Смоленские художники «60 лет смоленской организации Союза Художников России». — Смоленск, 1999. — С. 69. — ISBN 5-87210-157-0.

## Галерея работ
- Этюд Ню, бронза
- Антарктическое одиночество. Лабрадорит, мрамор
- Муза скульптора, гранит, город Смоленск, парк скульптуры
- Рыба. Габбро
- Жара в Хагене, гранит
- Перед дальней дорогой, бронза
- Торсы. Притяжение, дуб
- Вице-адмирал Макаров, Степан Осипович, город Смоленск
- Генерал майор Евгений Иванович Оленин, город Смоленск
- Генерал майор Константин Иванович Ракутин, город Ельня
- Генерал-лейтенант Гаген Николай Александрович, город Ельня
- Рыба исполнения желаний. Гранит, город Хаген (Германия), река Фольме
- Феникс. Гранит, город Хаген (Германия)
- Генерал армии И. Д. Черняхо́вский, город Смоленск
- Писатель Б. Л. Васильев СГСХА, город Смоленск